# Tháng Mười Ba Lan
Tháng Mười Ba Lan, còn gọi là Tháng Mười năm 1956, Giải đông Ba Lan hay Giải đông Gomulka, là cải cách chính trị Ba Lan trong nửa sau năm 1956, vài nhà khoa học xã hội đặt tên làm Cách mạng tháng Mười Ba Lan, tuy ít mãnh liệt hơn Cách mạng Hung năm 1956, nhưng lại có ảnh hưởng sâu sắc hơn với Khối miền Đông và quan hệ Liên Xô với các nước vệ tinh ở Trung, Đông Âu.
Đối với Nước cộng hòa Nhân dân Ba Lan, năm 1956 đánh dấu thay đổi. Tình hình quốc tế đã làm suy yếu nghiêm trọng phái Stalin cứng rắn tại Ba Lan, lãnh đạo cộng sản Boleslaw Bierut qua đời tháng 3 và đã ba tháng từ khi Stalin chết và bị hậu nhiệm Nikita Khruschev chê trách vào tháng 2. Các cuộc biểu tình do công nhân khởi xướng vào tháng 6 ở Poznań tỏ rõ nhân dân bất mãn với tình hình của họ, tháng 10 các sự kiện dẫn đến phái cải cách lên nắm quyền do Władysław Gomułka lãnh đạo. Sau cuộc đàm phán ngắn mà căng thẳng, Liên Xô cho phép ông tại chức và nhượng bộ thêm vài điều khác, khiến chính phủ Ba Lan được tự trị hơn, đồng nghĩa với tự do hóa tạm thời cho công dân Ba Lan. Sau cùng, hy vọng tự do hóa hoàn toàn bị dập tan và chính quyền Gomułka trở nên đàn áp hơn nữa. Bất luận, thời kỳ chủ nghĩa Stalin ở Ba Lan đã chấm dứt.

## Lịch sử
Giải đông Gomułka có vài nguyên nhân. Joseph Stalin qua đời năm 1953, quá trình phi Stalin hóa cùng với Giải đông Khrushchev khơi dậy bàn tán về các vấn đề cơ bản trong toàn Khối miền Đông.
Mùa hè năm 1955, Lễ hội thế giới Thanh niên và Học sinh thứ năm tổ chức ở Warsaw, Ba Lan làm sự kiện tuyên truyền rộng rãi cùng chỗ họp cho cộng sản Đông Âu và các đồng chí từ Tây Âu, châu Á, châu Phi và Nam Mỹ, thu hút hàng trăm ngàn khán giả Ba Lan đến Warsaw trong thời gian năm ngày, xem nhảy múa, kịch nghệ và các điểm thu hút khác. Tuy nhiên, điểm thu hút thật sự với dân Ba Lan là người nước ngoài, nhiều đến từ Tây Âu và khác hẳn dân địa phương bởi tuy có văn hóa chung mà lại giàu hơn nhiều, cởi mở hơn; nhiều người Ba Lan nhận ra rằng những điều nhồi sọ phản Tây một thập niên đều giả dối cả. Người Ba Lan, Đức, Hung, Tiệp Khắc và dân khác từ khối Cộng sản chủ động xã giao với nhau. Dân Ba Lan cũng làm quen với những người thăm kỳ lạ hơn trong các chung cư quanh thành phố. Sinh viên đại học thậm chí còn tổ chức họp tranh luận với người nước ngoài, nhiều hóa ra không phải cộng sản.:446-448
Tháng 2 năm 1956, sau Đại hội đại biểu Đảng Cộng sản Liên Xô thứ 20, lãnh đạo Liên Xô Nikita Khrushchev làm Bài phát biểu Bí mật, tựa là Về Sùng bái nhân cách và Hậu quả, có hậu quả sâu rộng cho Liên Xô và các nước cộng sản khác.

## Phát triển
Ở Ba Lan, ngoài chỉ trích việc sùng bái cá nhân, các chủ đề tranh luận phổ biển xoay quanh quyền chọn phương thức độc lập đến "chủ nghĩa xã hội địa phương, bản quốc" thay vì theo mô hình Liên Xô đến từng chi tiết. Ví dụ, nhiều đảng viên Đảng Công nhân Đoàn kết Ba Lan đã chỉ trích Stalin hành quyết những người cộng sản Ba Lan già hơn trong cuộc Đại thanh trừng. Vài yếu tố khác dẫn đến Ba Lan mất ổn định, bao gồm việc tình báo viên Ba Lan Józef Światło đào thoát vào năm 1953, làm suy yếu Bộ Công an Ba Lan là cảnh sát bí mật trong nước. Ngoài ra, việc Bolesław Bierut, Bí thư thứ nhất của Đảng Công nhân Đoàn kết Ba Lan (biệt danh là "Stalin của Ba Lan) qua đời đột ngột ở Moscow năm 1956 dẫn đến kình địch gia tăng giữa các phe phái cộng sản Ba Lan và căng thẳng trong xã hội, lên tới đỉnh điểm trong Chuỗi biểu tình Poznań năm 1956, còn gọi là Tháng 6 '56.
Ban thư ký Đảng quyết định bài diễn văn của Khrushchev nên được lưu hành rộng rãi ở Ba Lan, các hậu nhiệm của Bierut lấy làm thời cơ chứng minh tư cách cải cách, dân chủ của họ cùng tinh thần sẵn sàng chia đường với di tích Stalin. Cuối tháng 3 và đầu tháng 4, hàng ngàn cuộc họp Đảng tổ chức khắp nước, có Bộ Chính trị và Ban Thư ký tán thành, hàng chục ngàn người tham gia; kế hoạch của Ban thư ký thành công hơn mong đợi. Trong thời gian này, tình hình chính trị trong nước thay đổi, nhiều vấn đề tế nhị đem ra bàn luận bao gồm tính chính đáng của Đảng Cộng sản, trách nhiệm cho tội ác của Stalin, việc bắt giam Gomułka ngày càng phổ biến và các vấn đề trong quan hệ Liên Xô-Ba Lan như quân đội tiếp tục đóng doanh trong nước, Hiệp ước Molotov-Ribbentrop, Thảm sát Katyn và Khởi nghĩa Warsaw không được Liên Xô giúp đỡ. Người dân yêu cầu một Đại hội Đại biểu Đảng mới, vai trò lớn hơn cho Sejm và bảo đảm tự do cá nhân. Hoảng hốt nên Ban thư ký quyết định giữ bài diễn văn bí mật.
Tháng 6 năm 1956, ở Poznań có cuộc nổi loạn, công nhân biểu tình phản đối tình trạng thiếu lương thực và hàng dân dụng, nhà cửa tồi tàn, thu nhập giảm suất, quan hệ thương mại với Liên Xô và việc quản lý kém cỏi nền kinh tế. Chính phủ ban đầu gán các người biểu tình là "lũ khích động, phản cách mạng và đế quốc", sau giết giữa 57 và 78 người, hầu hết đều là người biểu tình, và làm thương, bắt giam hàng trăm. Sớm, giới lãnh đạo đảng nhận ra rằng cuộc nổi loạn đã khởi xướng phong trào dân tộc và đảo ngược quan điểm; mức lương được tăng 50% và những cải cách về kinh tế, chính trị được hứa hẹn sẽ thực hiện.
Tuy lớn nhất, nhưng không chỉ có chuỗi biểu tình Poznań ở Ba Lan, mùa thu cùng năm biểu tình xã hội bắt đầu lại. Ngày 18 tháng 10, dân biểu tình phá hủy trụ sở dân quân và thiết bị chặn vô tuyến ở Bydgoszcz, ngày 10 tháng 12 một đám đông ở Szczecin tấn công các tòa công sở bao gồm một nhà tù, văn phòng viện kiểm sát và lãnh sứ quán Liên Xô. Nhân dân toàn quốc chỉ trích cảnh sát an ninh và yêu cầu giải tán ủy ban công an cùng trừng phạt các viên chức có tội nhất, vạch trần những người cộng tác với cảnh sát bí mật; nhiều người có nghi vấn bị tấn công thường xuyên. Ở nhiều địa phương, đám đông tụ tập ngoài trụ sở cảnh sát bí mật, hô hào khẩu hiệu thù địch và đập cửa sổ. Cuộc họp công khai, biểu tình và diển hành đường phố diễn ra ở hàng trăm thị trấn khắp Ba Lan, bình thường do đơn vị Đảng địa phương, chính quyền địa phương và công đoàn tổ chức, nhưng các nhà sắp xếp chính thức thường mất kiểm soát khi hoạt động chính trị vượt quá kế hoạch ban đầu. Các đám đông thường làm những hành vi cực đoan trong nhiều trường hợp dẫn đến hỗn loạn trên đường phố và xung đột với cảnh sát cùng các cơ quan chấp pháp khác. Trong khi có và ngay sau "Hội nghị toàn thể VIII" của Ủy ban trung ương Đảng vào ngày 21 tháng 10, hoạt động đường phố đến đỉnh, nhưng vẫn tiếp tục cho đến cuối năm. Cùng lúc, tư trào tôn giáo nổi lên, có hát thánh ca và yêu cầu phóng thích Stefan Wyszyński cùng khôi phục chức vị của các giám mục bị đàn áp. Chủ nghĩa dân tộc là nền tảng của động viên quần chúng và chỉ đạo các cuộc tụ tập công khai, người tham gia hát quốc gia và các bài ca yêu nước khác, yêu cầu quân phục truyền thống, trả đại bàng trắng cho quốc kỳ và công kích sự phụ thuộc Liên Xô và quân đội Liên Xô của Ba Lan; người dân yêu cầu trả lại lãnh thổ phía đông, lời giải thích cho thảm sát Katyn và loại bỏ tiếng Nga khỏi khóa trình giáo dục. Trong mười ngày cuối cùng của tháng 10, các đài kỷ niệm Hồng quân bị dân Ba Lan tấn công: sao đỏ bị kéo xuống từ mái nhà, nhà máy và trường học; cờ đỏ bị phá hủy; và chân dung Konstantin Rokossovsky là viên chỉ huy phụ trách chiến dịch đẩy quân Đức khỏi Ba Lan bị xuyên tạc. Có các nỗ lực phá vào nhà công dân Liên Xô chủ yếu ở Hạ Silesia, là cơ sở của quân Liên Xô. Tuy nhiên, khác với giới biểu tình ở Hung và Poznań, các nhà hoạt động Ba Lan hạn chế các yêu cầu và hoạt động chính trị không đơn thuần phản cộng và chính thể cộng sản. So với tháng 6, chính quyền cộng sản không bị thách thức công khai, thẳng thừng và các khẩu hiệu phản cộng trong cuộc nổi loạn tháng 6 như "Chúng tôi muốn bầu cử tự do", "Đả đảo chuyên chính cộng sản" hay "Đả đảo Đảng" ít hơn nhiều; các ủy ban Đảng không bị tấn công.

## Cải cách chính trị

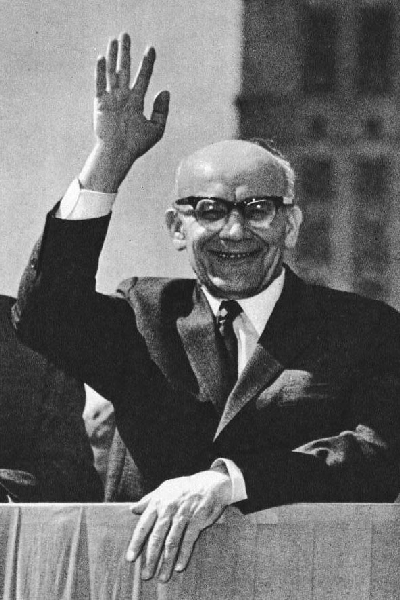
Władysław Gomułka

Tháng 10, Nhất bí Đảng kiêm Thủ tướng Edward Ochab đề nghị bầu Władysław Gomułka làm Bí thư thứ nhất Đảng trong Hội nghị toàn thể thứ tám, là đảng viên ôn hòa từng giữ chức Nhất bí từ năm 1943 đến 1948, sau bị cách chức và bỏ tù năm 1951 khi phái Stalin cứng rắn của Bierut tố cáo "sai lệch dân tộc cánh hữu". Cả hai phái cộng sản đều chấp nhận Gomułka, bên cải cách vì muốn tự do hóa chính thể, bên cứng rắn vì nhận thấy cần phải thỏa hiệp. Gomułka đòi có quyền hành thật để thi hành cải cách và yêu cầu Nguyên soái Liên Xô Konstantin Rokossovsky loại khỏi Cục chính trị và Bộ quốc phòng, là người động viên binh lính tấn công giới công nhân ở Poznań; Ochab đồng ý. Đa số lãnh đạo Ba Lan có quân đội lẫn Đội Nội an ủng hộ kết nạp Gomułka vài đồng sự vào Cục chính trị và chỉ định làm Nhất bí. Tuy quần chúng Ba Lan chấp nhận Gomułka không có vết nhơ của chủ nghĩa Stalin, ban đầu chính phủ Nga có nhiều nghi vấn.
Tuy phi Stalin hóa đang tiến hành trong nước, nhưng lãnh đạo Liên Xô lo ngại tình hình ở Ba Lan và không chấp nhận các cải cách dân chủ được công chúng Ba Lan muốn. Tại Moscow, quan điểm là tự do hóa ở bất kỳ nước nào có thể dẫn đến chủ nghĩa cộng sản bị tiêu diệt cùng ảnh hưởng Liên Xô trong khu vực. Liên Xô không chỉ lo lắng về hậu quả chính trị mà luôn cả kinh tế; Liên Xô đầu tư mạnh vào Khối miền Đông và thúc đẩy hội nhập các nền kinh tế, công nghiệp Ba Lan được Liên Xô tài trợ, cũng là đối tác buôn bán chính. Ba Lan sản xuất theo lệnh của Liên Xô, Nga mua sản phẩm và xuất khẩu hàng hóa không còn sản xuất trong nước tới Ba Lan. Vì hội nhập nên bất kỳ cải cách nào dù chính trị hay kinh tế ở một nước sẽ rốt cuộc ảnh hưởng lớn các nước khác, do quan hệ kinh tế của Ba Lan cùng Liên Xô rất chặt chẽ nên ý tưởng nền kinh tế Ba Lan độc lập từ đầu đã huyền hão. Ba Lan đã bị ép phải phụ thuộc Liên Xô trong khoảng thời gian dài, bây giờ mà đoạn tuyệt hoàn toàn thì sẽ rất tai hại. Thế nên cả hai nước đều có quyền thiết yếu về khía cạnh khác nhau: Ba Lan có thể đe dọa sức mạnh, quyền lực chính trị của Liên Xô ở Đông Âu, và Liên Xô có thể phá hủy nền kinh tế Ba Lan. Vì vậy, bất kỳ cải cách chính phủ nào ở Ba Lan đều phải đáp ứng vài yêu cầu Liên Xô, trong khi Liên Xô đồng thời phải nhượng bộ đối tác quan trọng.
Đoàn đại biểu cao cấp của Ủy ban trung ương Liên Xô bay đến Ba Lan để cố ngăn loại trừ thành viên thân Nga khỏi Cục chính trị, chủ yếu là Nguyên soái Konstantin Rokossovsky, do Nikita Khrushchev lãnh đạo và bao gồm Anastas Mikoyan, Nikolai Bulganin, Vyacheslav Molotov, Lazar Kaganovich, Ivan Konev cùng những đại biểu khác. Việc đàm phán rất căng thẳng, và quân Ba Lan lẫn Liên Xô đều cảnh giác, có thao diễn dùng để hăm dọa một cách lộ liễu. Lãnh đạo Ba Lan nói rõ rằng chủ nghĩa cộng sản phải dân tộc hóa, dân Ba Lan không thể tiếp tục bị Moscow điều khiển trực tiếp. Khrushchev bị gậy ông đập lưng ông, bởi trong thời kỳ chủ nghĩa Stalin, Liên Xô bố trí người Ba Lan thân Nga, thậm chí người Nga, vào các chức vụ quan trọng ở Ba Lan, nên sau khi chê trách kịch liệt trong bài diễn văn, Khrushchev không thể tiếp tục áp đặt người Nga vào lãnh đạo Ba Lan. Cộng sản Ba Lan cần phải giữ Liên Xô khỏi điều khiển trực tiếp theo dư luận trong nước, nhưng không thể nâng yêu cầu lên thành điều kiện có thể nguy hại mối quan hệ trong khối. Gomułka yêu cầu được tự trị hơn cùng cho phép thi hành vài cải cách, nhưng cũng trấn an Liên Xô rằng chỉ là vấn đề nội bộ và Ba Lan không có ý định từ bỏ chủ nghĩa cộng sản hay các hiệp ước với Nga. Trung Quốc cũng thúc Liên Xô chấp nhận các yêu cầu Ba Lan, trong khi có các sự kiện ở Hung làm sao lãng. Cuối cùng thì Khrushchev rút lời đe dọa xâm lược và đồng ý thỏa hiệp sau khi có Gomułka hứa sẽ không thay đổi nền tảng cơ bản của chủ nghĩa cộng sản ở Ba Lan, và Gomułka được xác nhận giữ chức vụ mới.
Lập trường của lãnh đạo giúp giữ biểu tình xã hội tháng 10 được ôn hòa hơn về mặt chính trị. Các tư trào dân tộc cũng đóng vai trò quan trọng, khởi xưởng biểu tình xã hội vào tháng 6, sau tiết chế hơn khi mối đe dọa xâm lược của Liên Xô chống Gomułka cùng giới ủng hộ thay đổi bộ mặt của cộng sản Ba Lan: tháng 6 thì vẫn coi là bù nhìn và người hầu của quyền lợi phản Ba Lan, ngoại quốc và loại trừ khỏi cộng đồng quốc gia, tháng 10 thì thành một phần của đất nước, chống đối thống trị Liên Xô. Gomułka được đại đa số xã hội hoan nghênh ủng hộ, không chủ yếu là lãnh đạo cộng sản, nhưng là quốc trưởng tượng trưng cho khao khát độc lập, chủ quyền quốc gia khi phản đối các yêu cầu Liên Xô. Tên ông được hô hào cùng với khác khẩu hiệu phản Liên Xô ở hàng ngàn cuộc tụ tập: "Về nước đi Rokossovsky", "Đả đảo Liên Xô", "Gomułka muôn năm", "Chúng tôi muốn Ba Lan tự do".
Tuy hình ảnh phản Liên Xô của Gomułka có phóng đại, nhưng lại có lý trong giới tưởng tượng đại chúng bởi đường lối phản Stalin năm 1948 cùng các năm tháng ngồi tù sau của ông; vậy nên cộng sản Ba Lan bất ngờ đứng đầu phong trào giải phóng dân tộc. Sự ủng hộ hăng hái cho Gomułka giúp hợp thức hóa cộng sản trị ở Ba Lan, kết hợp các cảm xúc dân tộc, chống Liên Xô vào cơ cấu quyền lực. Ở Hung, biểu tình xã hội phá hủy chính thể, ở Ba Lan thì được sát nhập vào.

## Hậu quả
Tin tức về sự kiện ở Ba Lan đến tai dân Hung bằng Đài Châu Âu tự do giữa ngày 19 và 22 tháng 10 năm 1956. Cuộc biểu tình sinh viên ủng hộ Gomułka ở Budapest yêu cầu các cải cách tương tự ở Hung là một trong các sự kiện châm ngòi Cách mạng Hung năm 1956, giúp sao lãng Liên Xô mà bảo đảm Tháng Mười Ba Lan thành công.
Trong các bài diễn văn công khai, Gomułka chỉ trích khó khăn của chủ nghĩa Stalin và hứa hẹn cải cách để dân chủ hóa đất nước, được xã hội Ba Lan hăng hái đón nhận. Giữa tháng 11, Gomułka đã giành được quyền lợi đáng kể trong khi đàm phán với Liên Xô: hủy nợ đang có của Ba Lan, các điều kiện mậu dịch ưu đãi, từ bỏ tập thể hóa nông nghiệp Ba Lan không phổ biến, do Liên Xô áp đặt và cho phép chính sách tự do hóa với Hội Công giáo La Mã. Tháng 12, địa vị của Bộ đội phương Bắc là quân Liên Xô ở Ba Lan cuối cùng được cố định.
Sau các sự kiện tháng 10, Rokossovsky cùng nhiều "cố vấn" Liên Xô khác rời Ba Lan, báo hiệu Nga sẵn sàng cho cộng sản Ba Lan được độc lập hơn chút. Chính quyền Ba Lan rửa tội nhiều nạn nhân thời kỳ Stalin, nhiều tù nhân chính trị khác được thả, bao gồm hồng y Stefan Wyszyński. Cuộc bầu cử lập pháp năm 1957 tự do hơn năm 1952 nhiều, tuy vẫn không coi là tự do theo các tiêu chuẩn phương Tây.
Tuy nhiên, Gomułka không thể và không muốn chối bỏ chủ nghĩa cộng sản hay thống trị Liên Xô, nhưng chỉ có thể dẫn dắt Ba Lan được độc lập hơn và đến "chủ nghĩa cộng sản dân tộc Ba Lan". Do các tham vọng hạn chế có Liên Xô công nhận nên cách mạng Ba Lan tiết chế thành công trong khi ở Hung thì thất bại. Norman Davies tóm gọn ảnh hưởng là biến Ba Lan từ nước bù nhìn thành nước phụ thuộc; Raymond Pearson cũng nhận xét Ba Lan thay đổi thành nước tự trị từ thuộc địa Liên Xô.
Lời hứa theo "Con đường Ba Lan đến chủ nghĩa xã hội" hợp với truyền thống, khuynh hướng quốc gia hơn làm nhiều dân Ba Lan cho cuộc đụng độ kịch tích năm 1956 là dấu hiệu chuyên chính sắp kết thúc. Ban đầu rất phổ biến vì các cải cách đương thời lạc quan gọi là "Giải đông Gomułka", ông dần dần giảm đối lập với áp lực Liên Xô, và các hy vọng cải cách chính trị lớn ở Ba Lan cuối thập niên 50 thay bằng bất mãn gia tăng trong thập niên 60. Sau cùng, Gomułka thất bại trong việc cứu chủ nghĩa cộng sản—hay xã hội—ở Ba Lan.
Xã hội Ba Lan được tự do hơn (ví dụ, các thành tựu của Trường Điện ảnh Ba Lan và phim như Tro tàn và Kim cương) và xã hội dân gian bắt đầu phát triển, nhưng quá trình dân chủ hóa nửa chừng không đủ thỏa mãn công chúng. Khi Khủng hoảng chính trị tháng 3 năm 1968 xảy ra, Giải đông Gomułka đã kết thúc từ lâu, và các vấn đề kinh tế gia tăng cùng bất bình đại chúng sau cùng phế truất Gomułka năm 1970, trớ trêu thay trong tình hình tương tự với các cuộc biểu tình đã cho ông lên nắm quyền.
Dù sao thì vài nhà khoa học xã hội như Zbigniew Brzezinski và Frank Gibney gọi các cải cách là cách mạng, tuy ít mãnh liệt hơn ở Hung nhưng ảnh hưởng thậm chí sâu sắc hơn đối với Khối miền Đông. Timothy Garton Ash gọi Tháng Mười Ba Lan là sự kiện quan trọng nhất trong lịch sử Ba Lan sau chiến cho đến khi công đoàn Solidarity nổi dậy. Giáo sư lịch sử Iván T. Berend nhận định rằng tuy ảnh hưởng Tháng Mười Ba Lan trong Khối miền Đông có thể còn nhiều nghi vấn, sự sụp đổ của chủ nghĩa cộng sản ở Ba Lan an bài từ đấy.
Chính khách cánh hữu Ba Lan Janusz Korwin-Mikke, biết đến vì chỉ trích kịch liệt chủ nghĩa xã hội cộng sản, nhận xét rằng Ba Lan "giành lại độc lập" năm 1956 và "thời đại cộng sản kết thúc trong thật tế" vì Giải đông Gomułka chứ không phải các sự kiện năm 1989.

## Đường dẫn ngoài
- Poznań - Budapest - 1956
- 1956 - ngày châu Âu
- LOC: Từ Chủ nghĩa Stalin đến Tháng Mười Ba Lan
- LOC: Gomulka và Gierek